# The Carolina Tarheels
Die Carolina Tarheels waren eine US-amerikanische Old-Time-Band, die vor allem im Radio populär war. Auf der Höhe der Depression waren sie einer der vielen Gruppen, die durch Radiosendungen bekannt wurden. Plattenaufnahmen wurden nie von der Band gemacht. Sie sollte nicht mit den Carolina Tar Heels verwechselt werden, die Mitte der 1920er-Jahre gegründet wurden.

## Karriere
Der Leiter der Band, Claude Davis, wurde 1895 in Charlotte, North Carolina, geboren und war 1927 und 1931 als Hintergrundmusiker für verschiedene Labels aktiv. Für Columbia Records und Brunswick Records nahm Davis auch einige Solostücke auf. 
Hoke und Paul Rice stammten aus Atlanta, Georgia, und gehörten während der 1920er-Jahre der Gruppe von Musikern an, die sich um Gid Tanner and his Skillet Lickers gebildet hatte. 1930 spielte Hoke Rice zum ersten Mal selbst einige Platten ein und trat ein Jahr später mit den Carolina Tarheels auf.
Der erste Auftritt der Tarheels im Radio WSB in Atlanta, Georgia, fand am 28. November 1931 statt. Im Mai 1932 hatte die Gruppe bereits regelmäßige Shows auf WSB und bestritt rund um Atlanta Auftritte. Sie bekamen Fanpost aus allen Teilen der USA. Im April 1932 fand im City Auditorium einer ihrer legendären Auftritte statt. Das Atlanta Journal kündigte für das Konzert auch einen Wettbewerb zwischen dem „Mysterious Fiddler“ der Tarheels und Gid Tanner an: “Gid will spend several days riding the streets of Atlanta on an old gray mule looking for his opponent, eventually running him down at the auditorium.” In den Jahren 1932 und 1933 veranstalteten die Tarheels ihren eigenen Barn Dance, der jeden Samstagabend über WSB ausgestrahlt wurde. Nachdem die Show am 6. Mai 1933 ihre letzte Ausgabe hatte, wurde die Gruppe regelmäßiges Mitglied in WSB Georgia Jamboree in Atlanta.
Im Sommer 1933 wurde eine ausgedehnte Tournee unternommen, die sie unter anderem nach Pennsylvania, West Virginia und Ohio führte. Im August kehrten sie nach Atlanta zurück, wo ihre Sendung nun mittags lief. 
Ihren letzten Auftritt bestritten die Carolina Tarheels am 1. März 1934. Die Mitglieder der Band zogen danach woanders hin oder widmeten sich anderen Projekten. Claude Davis starb 1961 in North Carolina.